# K.C. Ramrakha
Karam Chand Ramrakha, dit K.C. Ramrakha, né le 18 mars 1933 à Nabouwalu et mort le 17 avril 2021 à Sydney, est un avocat et homme politique fidjien.

## Biographie
Il naît dans la communauté indienne des Fidji durant l'ère coloniale britannique, dans le village portuaire de Nabouwalu dans la province de Bua, sur l'île de Vanua Levu. Fils d'un haut fonctionnaire de l'administration judiciaire de la colonie, il est scolarisé aux Fidji, où il obtient de très bons résultats, puis en 1950 ses deux frères aînés et lui partent étudier à l'université de Sydney. Il y obtient une licence de droit et est admis au barreau de Nouvelle-Galles du Sud à l'âge de 22 ans. Il retourne aux Fidji et ouvre un cabinet d'avocat à Suva.
En 1966, il est à la fois l'entraîneur et l'un des joueurs de l'équipe fidjienne de tennis de table aux Jeux du Pacifique Sud à Nouméa ; les Fidjiens obtiennent la médaille d'argent à l'épreuve masculine, derrière la Polynésie française, et la médaille de bronze à l'épreuve mixte,,.
À l'invitation d'A.D. Patel, il devient membre du Parti de la fédération et se présente avec succès aux élections législatives fidjiennes de 1966. A.D. Patel, devenu chef de l'opposition parlementaire, fait de K.C. Ramrakha le whip de l'opposition au Conseil législatif. Ce dernier participe aux négociations à Londres en 1969 qui finalisent le processus d'indépendance des Fidji, appliqué en 1970, et participe à la rédaction de la Constitution des Fidji.
En 1968 il est avocat pour Jimmy Stevens et d'autres membres du mouvement Nagriamel, accusés de violation de propriétés privées de colons aux Nouvelles-Hébrides. En 1969, à la mort d'A.D. Patel, Sidiq Koya devient le nouveau chef du Parti de la fédération, poste pour lequel était pressenti K. C. Ramrakha ; ce dernier en devient le secrétaire général. Réélu député aux élections de 1972, il quitte sa fonction de whip et de secrétaire général du parti en raison de divergences avec Koya,. Président du Barreau des Fidji en 1970, il l'est à nouveau en 1974. De 1974 à 1981, il est employé comme président par le Syndicat des Enseignants des Fidji (Fiji Teachers Union).
En 1981 il émigre en Australie et s'établit comme avocat à Putney (en), dans la banlieue de Sydney. Il commente régulièrement l'actualité fidjienne pour le journal Sydney Morning Herald lors des coups d'État de 1987 aux Fidji. Il meurt hospitalisé à Sydney en 2021, « après une longue maladie ».